# Doc Hudson
Doc Hudson foi um personagem fictício do filme de animação Carros, criado pela Pixar. Devido à morte de Paul Newman em 2008, Hudson foi declarado falecido.

## História
Hudson Hornet era um carro de corrida, sendo o fenômeno de sua época, ganhando três troféus da Copa Pistão, até que um dia teve um grave acidente e foi substituído por um carro mais novo. Desde então Hudson Hornet abandonou as corridas e tudo o que estivesse relacionado a elas. Ocultando o seu passado de velocidade, passou a se chamar Doc Hudson, se tornando juiz e mecânico da cidade de Radiator Springs. Seu passado de corredor permaneceu oculto até que um dia conheceu um carro de corrida chamado Relâmpago McQueen, um jovem ansioso pela glória conquistada nas pistas e que acidentalmente chegou a Radiator Springs. Doc, com sua experiência de vida, ensinou a McQueen que um troféu é apenas uma taça vazia, sendo que o que realmente importa na vida são os companheiros e amigos. Hudson morreu pouco antes da quarta Copa Pistão em que McQueen vence, sendo assim o troféu ficou denominado "Hudson Hornet Piston Cup" .
O personagem Doc Hudson, que havia sido dublado pelo ator Paul Newman no primeiro filme, teve de ser excluído no novo título, Carros 2, por causa da morte do ator em 2008, aos 83 anos. Segundo o diretor da série, John Lasseter (um dos gênios dos estúdios Pixar e um dos criadores da série Toy Story), não fazia sentido incluir o personagem sem a presença de Newman.  Não por acaso, o intérprete foi também um exímio piloto de carros, sendo este um dos motivos para sua escolha para dublar o personagem, além de seu talento como ator.